# Heeze

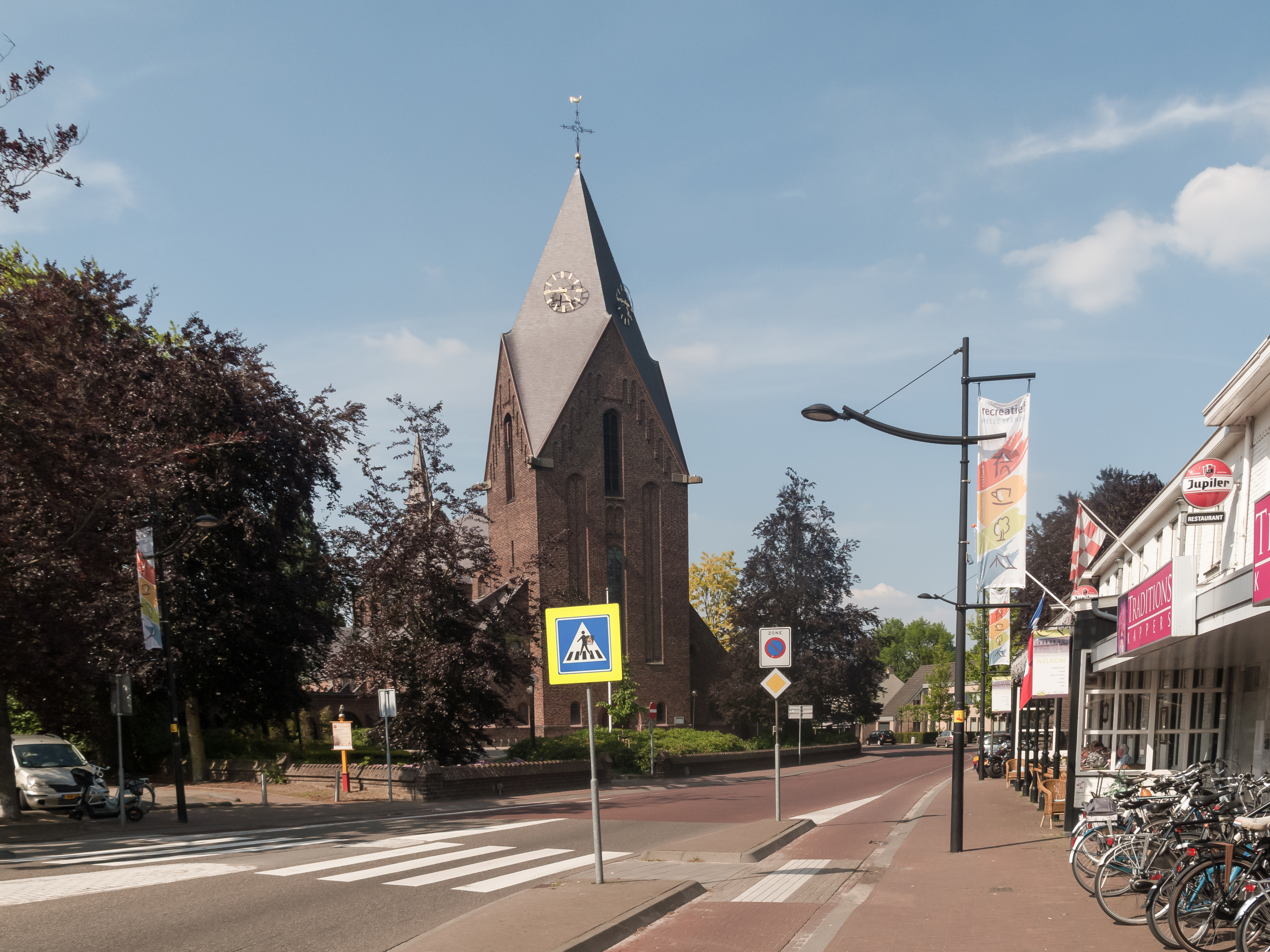
Heeze, église : de Sint Martinuskerk

Heeze est un village néerlandais qui fait partie de la commune de Heeze-Leende, dans la province du Brabant-Septentrional.
Le village de Heeze se situe au sud-est d'Eindhoven, au confluent du Sterkselse Aa et Grote Aa dont naît le Kleine Dommel.

## Histoire
Heeze a été une commune indépendante jusqu'au 1er janvier. À cette date, elle fusionne avec la commune de Leende pour former la nouvelle commune de Heeze-Leende.

## Monuments
- Château de Heeze